# Provincia Rayong
Rayong (în thailandeză ระยอง) este o provincie (changwat) din Thailanda. Situată în regiunea de Est, provincia Rayong are în componența sa 8 districte (amphoe), 58 de sub-districte (tambon) și 388 de sate (muban). 
Cu o populație de 600.279 de locuitori și o suprafață totală de 3.552,0 km2, Rayong este a 43-a provincie din Thailanda ca mărime după numărul populației și a 57-a după mărimea suprafeței.